# 新莱昂自治大学
新莱昂自治大学(西班牙语: Universidad Autónoma de Nuevo León, UANL)，墨西哥新莱昂州的一个公立大学。该校现有7个校区。该校成立于1933年9月，为该州最早的大学。

## 校园
- 大学城校区，位于圣尼古拉斯市，为13个院系所在地。
- 农学与动物科学校区，位于埃斯科韦多。
- 卫生学校区，位于蒙特雷，护理学院、医学院等学院所在地。
- 马林校区，位于马林镇，为农艺学学院所在地。
- 梅德罗斯校区，位于蒙特雷。
- 利纳雷斯校区，位于利纳雷斯。
- Sabinas Hidalgo校区，位于Sabinas Hidalgo。